# Ruma (općina)
Općina Ruma je općina u Republici Srbiji. Nalazi se u AP Vojvodini i prostire se na dijelu srednjeg i južnog Srijema. Po podacima iz 2004. općina zauzima površinu od 582 km² (od čega na poljoprivrednu površinu otpada 43.943 ha, a na šumsku 5.975 ha). 
Centar općine je grad Ruma. Općina Ruma se sastoji od 17 naselja. Po podacima iz 2002. godine u općini je živjelo 60.006 stanovnika, a prirodni priraštaj je iznosio -4,9 %. Po podacima iz 2004. broj zaposlenih u općini iznosi 11.602 ljudi. U općini se nalazi 20 osnovnih i 5 srednjih škola.

## Naseljena mjesta
Osim grada Rume, u općinu spadaju sljedeća sela:
- Buđanovci
- Vitojevci
- Voganj
- Grabovci
- Dobrinci
- Donji Petrovci
- Žarkovac
- Klenak
- Kraljevci
- Mali Radinci
- Nikinci
- Pavlovci
- Platičevo
- Putinci
- Stejanovci
- Hrtkovci

## Stanovništvo
- Srbi (86,58%)
- Hrvati (3,31%)
- Mađari (2,17%)
- Jugoslaveni (1,69%)
- Romi (1,26%)
- ostali

## Vanjske poveznice
- Općina Ruma - službena prezentacija  Arhivirana inačica izvorne stranice od 3. srpnja 2007. (Wayback Machine)